# الجهاز المركزي للكشافة والمرشدات اللاتفية
الجهاز المركزي للكشافة والمرشدات اللاتفية هي الكشافة الوطنية الابتدائية والمنظمة التوجيهية في لاتفيا . لاتفيا هي عضوا في كل من الجمعية العالمية للمرشدات وفتيات الكشافة، والمنظمة العالمية للحركة الكشفية. الجهاز المركزي للكشافة والمرشدات اللاتفية مختلط يوجد به 759 عضو اعتبارا من عام 2011 (466 كشاف و 293 مرشدة).

## روابط خارجية
- الموقع الرسمي